# كريستوف فان هوت
كريستوف فان هوت (بالبرتغالية: Kristof Van Hout‏) (9 فبراير 1987 بلومل في بلجيكا - ) هو لاعب كرة قدم بلجيكي في مركز حراسة المرمى. لعب مع ستاندارد لييج وفيلم تو تيلبورغ ونادي جينك ونادي دلهي ديناموس ونادي فيسترلو ونادي كورتريك.

## روابط خارجية
- كريستوف فان هوت على موقع الاتحاد الأوربي (الإنجليزية)
- كريستوف فان هوت على موقع إي إس بي إن إف سي (الإنجليزية)
- كريستوف فان هوت على موقع قاعدة بيانات كرة القدم.إي يو (الإنجليزية)
- كريستوف فان هوت على موقع Soccerbase.com (لاعب) (الإنجليزية)
- كريستوف فان هوت على موقع Soccerway.com (الإنجليزية)
- كريستوف فان هوت على موقع عالم كرة القدم.نت (الإنجليزية)
- كريستوف فان هوت على موقع AS.com (الإسبانية)